# Böfflamot

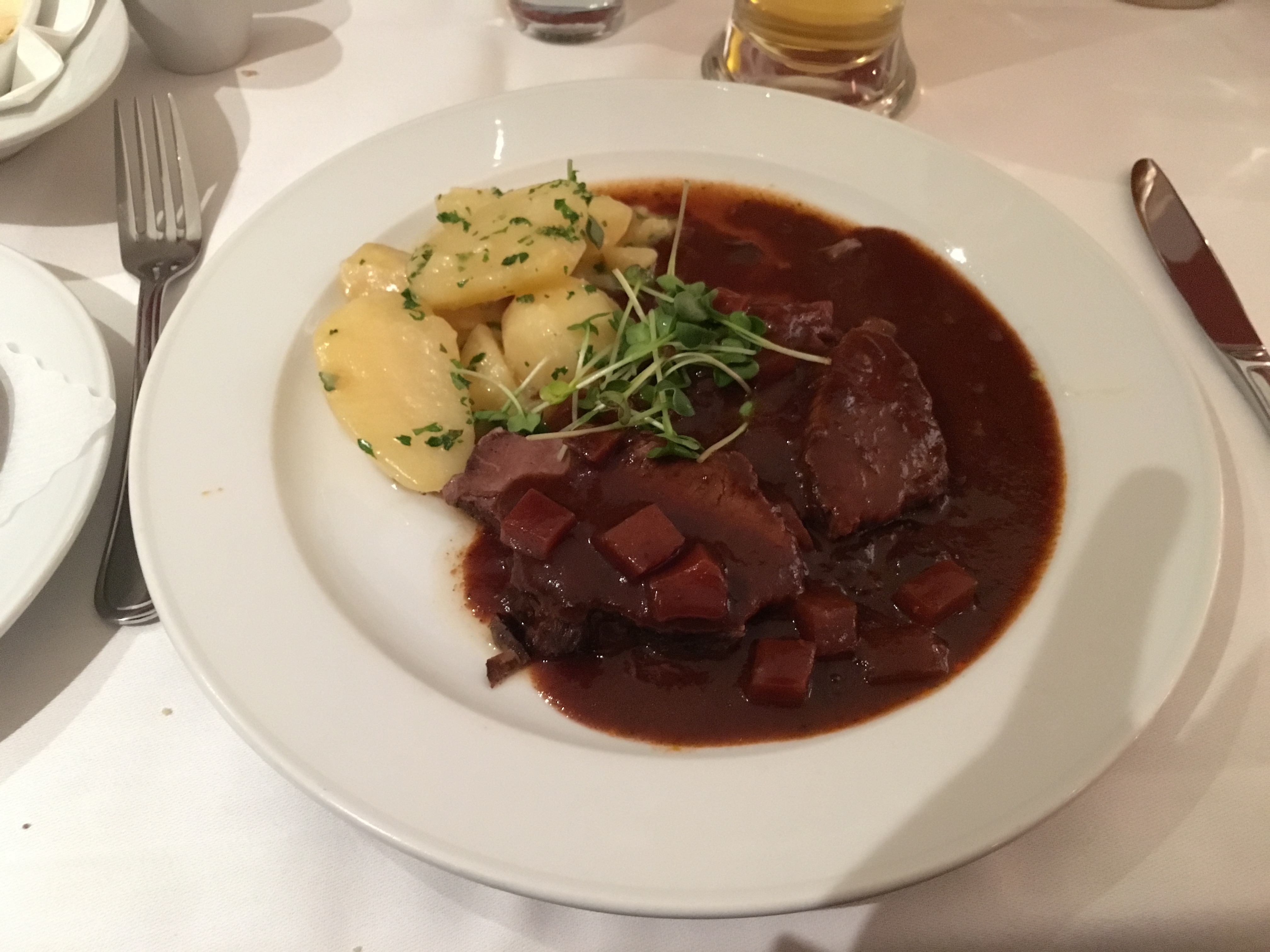
Böfflamott

Böfflamot(t) ist ein traditionelles Fleischgericht der bayerischen Küche. Der Name stammt vom französischen Bœuf à la mode, das ins Bairische übertragen wurde. Es handelt sich um einen mit Speckstreifen gespickten und in Rotwein (regional auch in Weißwein), ggf. unter Zugabe von
Weinbrand, gebeizten Schmorbraten vom Rinderschwanzstück.